# Nia Long

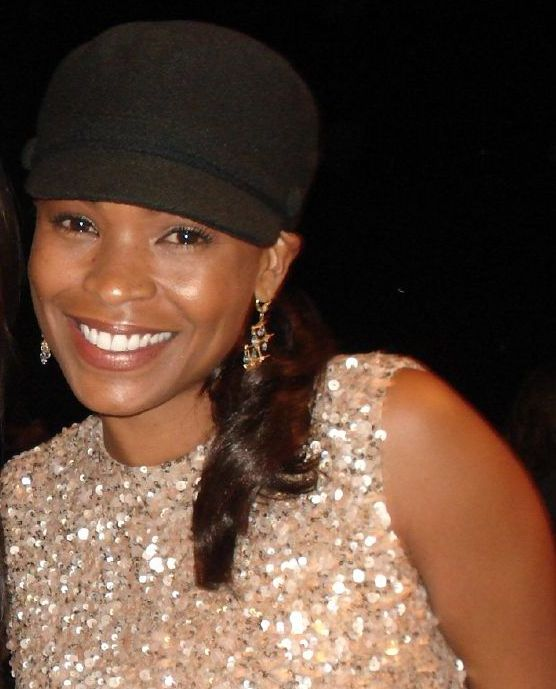
Nia Long (2007)

Nitara Carlynn Long (Brooklyn, New York, 30 oktober 1970) is een Amerikaans actrice. Ze speelde in onder meer Alfie, Big Momma's House en Big Momma's House 2.
Long speelde in 1994-1995 Lisa Wilkes, de vriendin van Will Smith, in The Fresh Prince of Bel-Air. Ironisch genoeg versloeg ze Jada Pinkett (de toekomstige vrouw van Will Smith) tijdens de audities voor de rol.
Long was van 1999 tot 2001 in een relatie met acteur Massai Z. Dorsey. Ze kregen in november 2000 een zoon. Sinds 2010 is ze samen met voormalig NBA basketballer Ime Udoka waarmee ze ook een zoon kreeg in 2011.

## Filmografie
- Fatal Affair (2020) - Ellie Warren
- The Banker (2020) - Eunice Garrett
- 47 Meters Down: Uncaged (2019) - Jennifer
- NCIS: Los Angeles (2017-2019) - Assistent-directeur Shay Mosley
- The Best Man Holiday (2013) - Jordan Armstrong
- Mooz-lum (2010) - Safiyah
- The Cleveland Show (2009-2010) - Roberta Tubbs (stemrol)
- Good Hair (2009)
- Gospel Hill (2008) - Mrs. Palmer
- Are We Done Yet? (2007) - Suzanne Kingston
- Premonition (2007) - Annie
- Boston Legal televisieserie - Vanessa Walker (Afl., Angel of Death, 2007)
- Everwood televisieserie - Cassie (Afl., Truth, 2006)
- Big Momma's House 2 (2006) - Sherri
- Third Watch televisieserie - Officer Sasha Monroe (14 afl., 2003-2005)
- Are We There Yet? (2005) - Suzanne Kingston
- Alfie (2004) - Lonette
- How to Get the Man's Foot Outta Your Ass (2003) - Sandra
- Sightings: Heartland Ghost (televisiefilm, 2002) - Lou
- Judging Amy televisieserie - Andrea Solomon (6 afl., 2001-2002)
- Big Momma's House (2000) - Sherry Pierce
- If These Walls Could Talk 2 (televisiefilm, 2000) - Karen (segment '1972')
- Boiler Room (2000) - Abbie Halpert
- The Broken Hearts Club: A Romantic Comedy (2000) - Leslie
- The Secret Laughter of Women (1999) - Nimi Da Silva
- Held Up (1999) - Rae
- Stigmata (1999) - Donna Chadway
- The Best Man (1999) - Jordan Armstrong
- In Too Deep (1999) - Myra
- Butter (1998) - Carmen Jones
- Black Jaq (televisiefilm, 1998) - Jaqueline 'Jaq' Blackman
- Soul Food (1997) - Robin/'Bird'
- Hav Plenty (1997) - Trudy
- Love Jones (1997) - Nina Mosley
- Moesha televisieserie - Babysitter (Afl., A Concerted Effort: Part 1 & 2, 1996)
- ER televisieserie - Christy Wilson (Afl., Baby Shower, 1996)
- Live Shot televisieserie - Ramona Greer (Afl. onbekend, 1995-1996)
- The Fresh Prince of Bel-Air televisieserie - Lisa Wilkes (16 afl., 1994-1995)
- Friday (1995) - Debbie
- Living Single televisieserie - Stacey Evans (Afl., Love Takes a Holiday, 1993)
- Made in America (1993) - Zora Mathews
- The Guiding Light televisieserie - Katherine 'Kat' Speakes (Afl. onbekend, 1991-1993)
- Boyz n the Hood (1991) - Brandi
- Buried Alive (1990) - Fingers